# Jean Wyart
Pour les articles homonymes, voir Wyart (homonymie).
Jean Wyart, né le 16 octobre 1902 à Avion (Pas-de-Calais), décédé le 13 mars 1992 à Paris, est un cristallographe de renom, membre de l'Académie des sciences, professeur à l'université Paris-VI. 

## Biographie
Jean Wyart est le fils d'un mécanicien de la Compagnie des chemins de fer du Nord. En 1916, la Compagnie offre des bourses d'études pour le collège à des enfants de cheminots. Jean Wyart en obtient une et suit le cursus des excellents élèves. En 1923, il est reçu à Normale et à Polytechnique. Il choisit la première. Après l'agrégation, il occupe un poste d'assistant de la chaire de minéralogie. En 1933, il soutient sa thèse sur la structure des zéolites. Il dirige le laboratoire de minéralogie de la Sorbonne de 1948 à 1973, avec le souci permanent de maintenir le lien entre minéralogie et cristallographie. 
Coéditeur d'Acta Crystallographica dès 1947, il est dix ans plus tard président de l'Union internationale de cristallographie. Il réalise pour le Palais de la découverte la salle de cristallographie. Il prend la direction du centre de documentation du CNRS en 1941, dont il reste directeur jusqu'à sa retraite. Il devient membre de l'Académie des sciences en 1959.
Jean Wyart a également été professeur de cristallographie à l'École supérieure de physique et de chimie industrielles de la ville de Paris (ESPCI ParisTech) et membre du conseil d'administration de la Bibliothèque nationale.
Wyart est l'oncle de la physicienne Françoise Brochard-Wyart.

## Décorations
- Commandeur de l'ordre national du Mérite